# تلتونة
تلتونة قرية سورية تتبع ناحية معرة مصرين في منطقة مركز إدلب في محافظة إدلب. بلغ عدد سكانها 638 نسمة في عام 2004 حسب إحصاء المكتب المركزي للإحصاء.